# Myotis scotti
Myotis scotti (Thomas, 1927) è un pipistrello della famiglia dei Vespertilionidi endemico dell'Etiopia.

## Descrizione

### Dimensioni
Pipistrello di piccole dimensioni, con la lunghezza totale tra 82 e 90 mm, la lunghezza dell'avambraccio tra 37 e 41 mm, la lunghezza della coda tra 40 e 44 mm, la lunghezza del piede tra 7 e 8 mm, la lunghezza delle orecchie tra 14 e 15 mm e un peso fino a 4,6 g.

### Aspetto
La pelliccia è densa e lanosa, con dei riflessi setosi. Le parti dorsali sono marrone scuro, con le punte dei peli bruno ramate, mentre le parti ventrali sono beige o bianche, con la base dei peli marrone scura. Il muso è marrone scuro. Le orecchie sono di medie dimensioni e marroni scure. Il trago è diritto e relativamente corto. Le membrane alari sono marroni scure e attaccate posteriormente alla base delle dita dei piedi, i quali sono piccoli. La coda è lunga ed inclusa completamente nell'ampio uropatagio, il quale è scuro e con il margine libero frangiato. Il calcar è lungo. La tibia è interamente ricoperta di peli.

## Biologia

### Comportamento
Si rifugia in piccoli gruppi all'interno di grandi foglie arrotolate come quelle del banano.

### Alimentazione
Si nutre di insetti, catturati al suolo nelle radure all'interno delle foreste.

### Riproduzione
Femmine gravide con un embrione sono state catturate in marzo.

## Distribuzione e habitat
Questa specie è endemica dell'Etiopia.
Vive nelle foreste afro-montane umide tra 1.300 e 2.500 metri di altitudine.

## Conservazione
La IUCN Red List, considerato l'areale limitato, frammentato e il continuo declino nell'estensione e nella qualità del proprio habitat forestale, classifica M.scotti come specie vulnerabile (VU).